# Enispiella grisella
Enispiella grisella là một loài bọ cánh cứng trong họ Cerambycidae.